# دم‌بادبزنی شکم‌بلوطی
دم‌بادبزنی شکم‌بلوطی (نام علمی: Rhipidura hyperythra) نام یک گونه از سرده دم‌بادبزنی است.